# CXCR4
CXCR4, ou CD184 est le récepteur membranaire de la protéine CXCL12) qui joue un rôle dans la réponse immunitaire. Son gène est le CXCR4 situé sur le chromosome 2 humain.

## Rôles
Il se lie au CXCL12 mais aussi au MIF
Il intervient dans la mobilisation des cellules progénitrices de la moelle osseuse vers les tissus périphériques.
CXCR4 est aussi le co-récepteur (avec l'antigène CD4) du virus VIH responsable du SIDA. Cela signifie que le virus se lie en même temps à CD4 et à CXCR4 pour entrer dans les cellules et les infecter.
Il joue un rôle dans le développement de la vascularisation, du cerveau et des organes hématopoïétiques, ainsi que dans la cicatrisation vasculaire. Il aurait un rôle protecteur contre l'athérome en jouant, en particulier, sur les polynucléaires neutrophiles.
Son inhibition facilite la mobilisation des lympocytes T régulateurs et diminue l'inflammation locale, ce qui favorise la cicatrisation en cas d'infarctus du myocarde.

## En médecine
Une mutation du gène, avec gain de fonction de la protéine, est responsable du syndrome WHIM.
Le plerixafor est une molécule inhibitrice du CXCR4 et utilisé dans les leucopénies dans certaines maladies hématologiques.